# DRB řada 52
Řada 52 (na území Československa známá i jako řada 555.0 s přezdívkou němka nebo dvaapadesátka, kusy přestavěné na vytápění mazutem pak také jako mazutka) je řada normálněrozchodných parních lokomotiv, která byla zkonstruovaná pro Německé říšské dráhy, speciálně pro válečné nasazení. Konstrukčně vycházela z lokomotiv řady 50, avšak byla lehčí, a v mnohém zjednodušená, zejména s ohledem na snížení potřeby barevných kovů. Konstrukce byla přizpůsobena pro nasazení v podmínkách Sovětského svazu (kruté zimy, dlouhé mezistaniční úseky, méně kvalitní tratě oproti evropským zemím). Lokomotivy byly vyráběny v letech 1942 až 1945 v třinácti evropských továrnách na územích okupovaných nacistickým Německem (mj. také v továrně Henschel & Sohn. v Kasselu) a produkce pokračovala i po válce až do počátku 50. let. Vyrobeno bylo přes 6200 kusů, přesný počet není znám.

## Vznik
Již v prvních letech 2. světové války se začal v Německu projevovat nedostatek surovin. Válečná expanze vyžadovala zajištění železniční dopravy v Německu i na dobytých územích. Lokomotivky však nebyly schopné dodávat požadovaná množství lokomotiv. Naléhavě se proto hledala konstrukce lokomotivy, jejíž výroba by byla méně náročná materiálově i z hlediska pracnosti, a zároveň spolehlivě zajistila i vojenské přepravy na méně kvalitních tratích na dobytých územích, a to i v zimních podmínkách.
Berlínská firma Borsig dokončila 12. 9. 1942 lokomotivu 52.001, s níž vzápětí podnikla (spolu s lokomotivou 50.377, šesti nákladními a dvěma osobními vozy zjednodušené konstrukce) 5 000 km dlouhou jízdu po Evropě, při které navštívili význačné lokomotivky na obsazených územích.

## Konstrukce
Konstrukce lokomotivy vycházela z osvědčené řady 50, s níž měla shodné rozměry pojezdu. Lokomotiva ř. 50 se skládala z cca 6 000 součástí a její výroba zabrala 20 000 h. Řada 52 obsahovala cca 5 000 součástí, z toho cca 3 000 zjednodušených, a její výroba zabrala asi 15 000 hodin. Přitom se dosáhlo úspory 16 % oceli, 90 % mědi (ve srovnání s lokomotivou s měděným topeništěm) a 92 % cínu. K výrobě vanového tendru postačilo o 23 % méně oceli a jeho pracnost byla ve srovnání s klasickým tendrem poloviční.
Rám lokomotivy byl plechový s vypalovanými odlehčovacími otvory bez opracování. Nápravová ložiska neměla stavěcí klíny. Tyče (spojnice, ojnice atd.) byly svařené z výkovků hlav a válcovaných profilů. Přetlakové ventily na válcích byly nahrazeny litinovými destičkami.
Kotel s ocelovým topeništěm měl jediný parní dóm a jediný písečník. Byl vynechán předehřívač vody i napájecí čerpadlo, v budce se nacházely dva sací napáječe. Kotel měl jediný stavoznak a dva zkoušecí kohouty. Veškerá zařízení a potrubí byla pečlivě tepelně izolovaná.
Budka lokomotivy byla zcela uzavřená a spojení s tendrem bylo zakryté kruhovým měchem. Čelní okna byla hranatá a boční okno bylo (kromě dveří) pouze jedno na každé straně.
Tendr lokomotivy byl většinou vanový typu 2´2´ T 30 nebo 2´2´ T 32. Konstrukce tohoto tendru vychází z kotlového vozu se samonosným kotlem, horní polovina kotle je vynechána a na místo ní je v přední části zabudován zásobník uhlí. Spojení lokomotivy s tendrem bylo provedeno s předpětím, což umožnilo jízdu maximální rychlostí i tendrem napřed. Lokomotivy dostávaly z výroby i v provozu i jiné typy tendrů, typickým pro tuto řadu byl i rámový tendr 4 T 30 z Floridsdorfu.

## Parametry
Lokomotiva měla indikovaný výkon 1 620 koní. Na vodorovné trati utáhla vlak o hmotnosti 635 t rychlostí 80 km/h, na stoupání 10 ‰ 565 t rychlostí 40 km/h a na 20 ‰ 475 t rychlostí 25 km/h.

## Výroba
| Výrobce                                                                      | Místo                                                           | Počet |
| ---------------------------------------------------------------------------- | --------------------------------------------------------------- | ----- |
| Lokomotivfabrik Floridsdorf (WLF)                                            | Wien-Floridsdorf                                                | 1 053 |
| Henschel & Sohn                                                              | Kassel                                                          | 1 050 |
| Berliner Maschinenbau (L. Schwartzkopff)                                     | Wildau u Berlína                                                | 647   |
| Krauss-Maffei                                                                | Mnichov-Allach                                                  | 613   |
| Borsig-Lokomotiv-Werke                                                       | Hennigsdorf u Berlina                                           | 542   |
| F. Schichau                                                                  | Elbing                                                          | 505   |
| MBA (Maschinenbau und Bahnbedarf AG)                                         | Babelsberg                                                      | 400   |
| H. Cegielski – Poznań (HCP) (damals zu Deutsche Waffen- und Munitionsfabrik) | Poznaň                                                          | 314   |
| Fablok (damals: Oberschlesische Lokomotivwerke Krenau)                       | Chrzanów                                                        | 264   |
| Maschinenfabrik Esslingen                                                    | Esslingen                                                       | 250   |
| Arnold Jung                                                                  | Kirchen (Sieg) (Jungenthal)                                     | 231   |
| Škoda                                                                        | Plzeň                                                           | 153   |
| Elsässische Maschinenbau-Gesellschaft                                        | Grafenstaden                                                    | 139   |
| Celkový počet do skončení 2. sv. války (z výše uvedených údajů)              | Celkový počet do skončení 2. sv. války (z výše uvedených údajů) | 6 161 |

## Poválečný vývoj
Jelikož byly lokomotivy ř. 52 vyráběny v mnoha továrnách, a to včetně těch, které se nacházely na obsazených územích, zůstalo po skončení války na mnoha místech Evropy mnoho nedokončených lokomotiv a jejich dílů. Z těchto zásob byly i po skončení války v různých zemích nadále dokončovány další stroje této řady. Kromě toho mnoho železničních správ v zemích za války obsazených Německem získalo další lokomotivy řady 52 tak, že byly v těchto zemích zanechány, anebo je převzaly v dalších letech jako válečnou kořist.

### Německá demokratická republika
Deutsche Reichsbahn (Německé říšské dráhy) se bez robustních strojů řady 52 dlouho nedokázaly obejít. Převzaly celkem 1150 strojů této řady a postupně je zdokonalovaly, resp. odstraňovaly některá válkou podmíněná zjednodušení konstrukce. V 50. letech prošlo 69 lokomotiv generální opravou. Při ní byl dosazen nový, svařovaný skříňový kotel a směšovací předehřívač před komín - dýmnice byla o 200 mm prodloužena. Lokomotivy s plechovými rámy obdržely stavěcí klíny, které byly do té doby použité jen u lokomotiv s trámcovými rámy.

#### Řada 52.80 DR

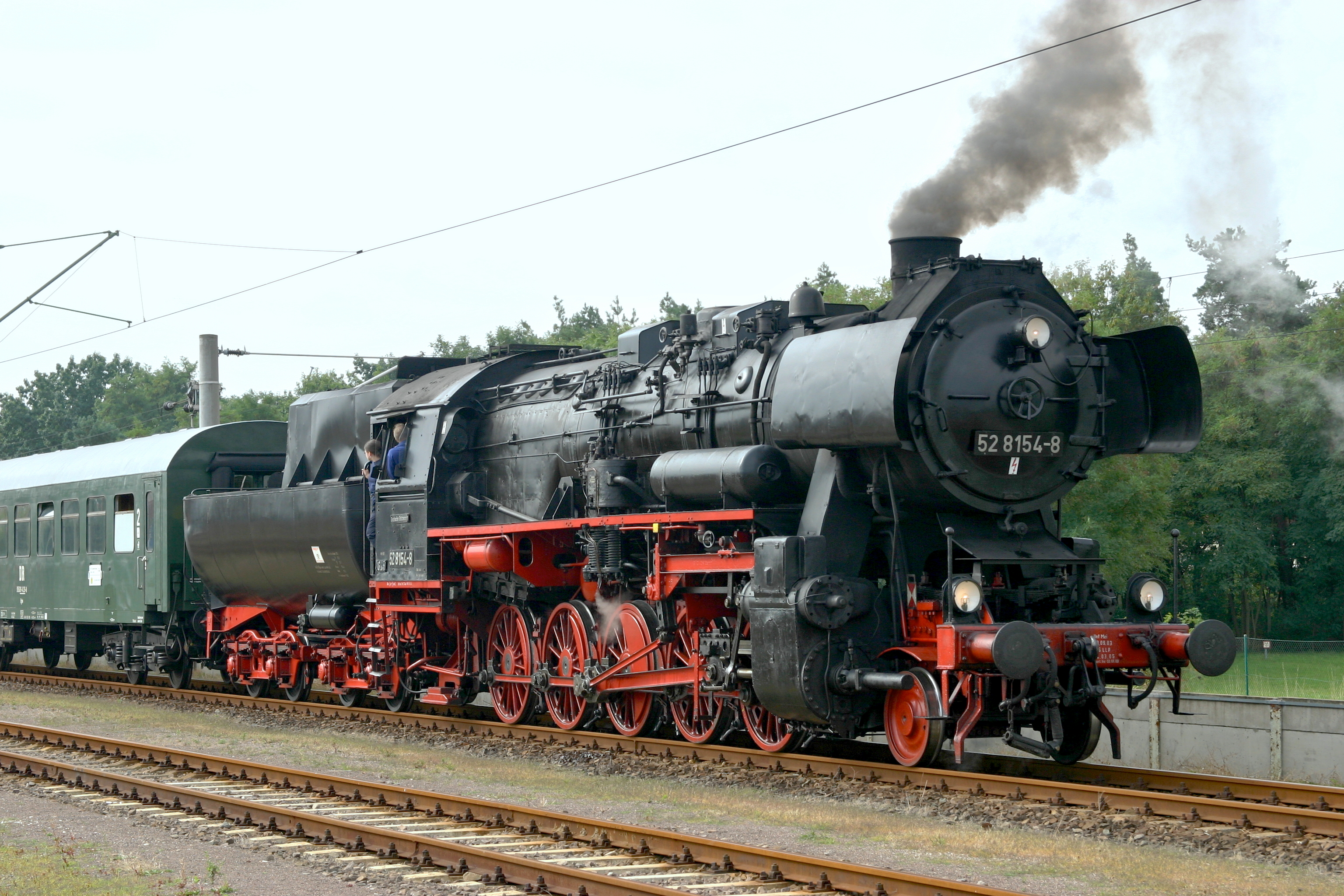
52 8154 s typickým předehřívačem na dýmnici před komínem

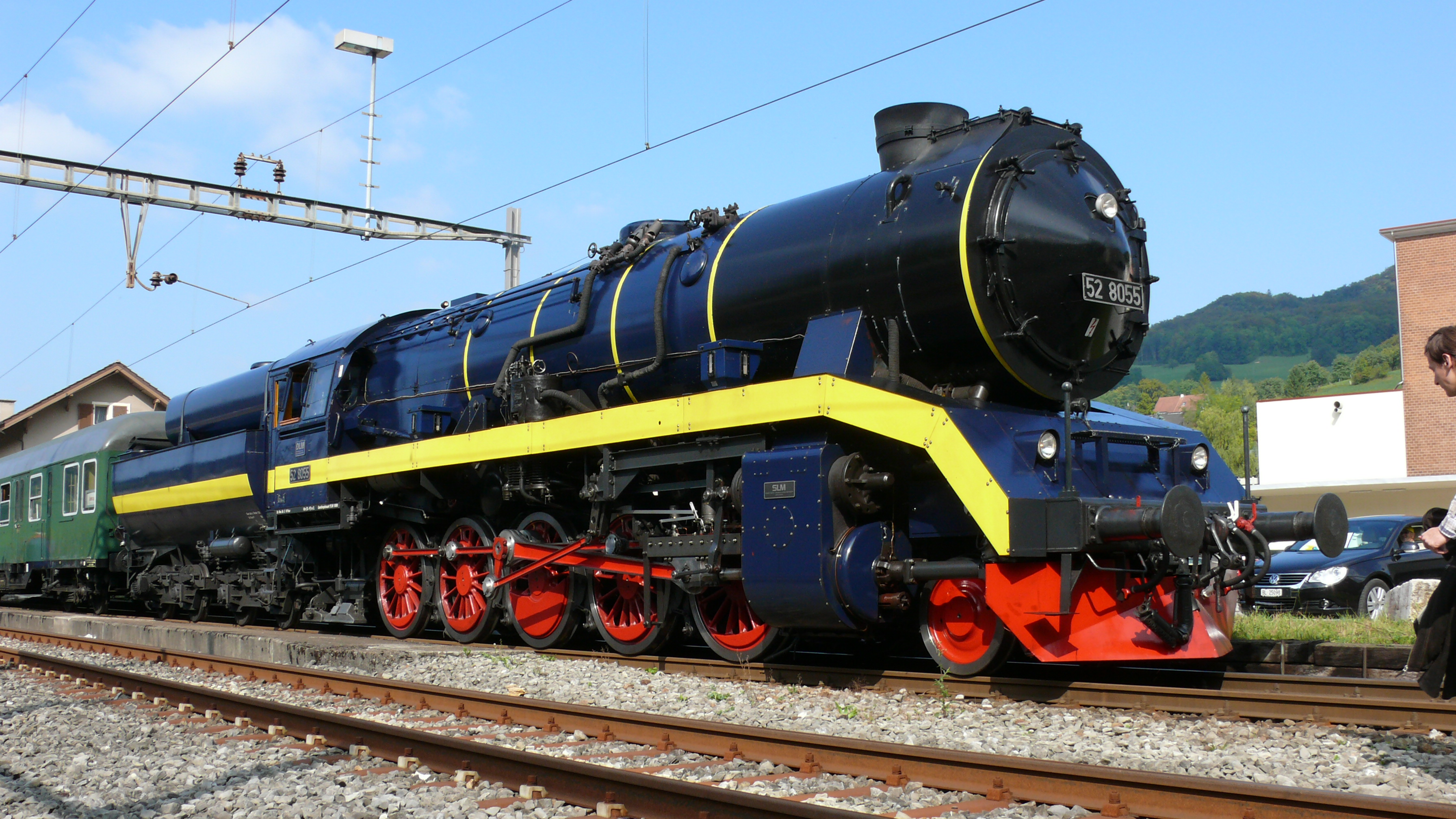
Nejmodernější 52.80 po rekonstrukci v roce 1998

Následně bylo 200 lokomotiv řady 52 zařazeno do rozsáhlého modernizačního programu. Tyto lokomotivy dostaly nové, výkonnější kotle, které byly zaměnitelné s řadou 50.35. Rámy lokomotiv byly těmto kotlům přizpůsobeny, proto byly použity jen lokomotivy s plechovými rámy. Nejnápadnější rozdíly byly ve výrazně vyšším počtu vymývacích otvorů v zadní části kotle, druhý písečník a kvůli rozměrnějšímu kotli i nová čelní stěna budky s oválnými okny. Rekonstruované lokomotivy byly označeny řadou 52.80 a vydržely v provozu až do úplného konce parní trakce v Německé demokratické republice. V 80. letech ještě sloužily v Horní Lužici a poslední provozuschopné lokomotivy používané k předtápění souprav v Berlíně Schöneweide byly vyřazeny v roce 1993.

#### Řada 52.90 DR
Některé parní lokomotivy DR byly kvůli poválečnému nedostatku černého uhlí vybaveny vytápěním hnědouhelným prachem. Na počátku 50. let bylo takto upraveno v dílnách ve Stendalu i 25 lokomotiv řady 52.
Tyto lokomotivy se nápadně odlišovaly od původního provedení dozadu otevřenou budkou strojvedoucího a upraveným vanovým tendrem se zvýšenou vanou a nádrží na uhelný prach usazenou v uhláku. Pro zvýšení akčního rádia a z důvodů omezeného počtu výtopen vybavených zařízením pro zbrojení práškovým uhlím mohly být tendry propojeny s připojeným nádržkovým vozem s uhelným prachem. Se zavedením nového značení byla těmto lokomotivám určena zvláštní řada 52.90, přičemž první číslice původního čtyřmístného pořadového čísla byla nahrazena devítkou.
Poslední zachovaný stroj této řady – 52 9900-3 (ex 52 4900) vlastní Dopravní muzeum v Drážďanech a je v neprovozním stavu zapůjčen muzeu DB v Halle, kde o něj pečují dobrovolníci.

### Německá spolková republika
Deutsche Bundesbahn převzaly téměř 700 lokomotiv řady 52. Jelikož ale po roce 1945 převzaly i většinu moderních lokomotiv přesunutých do východního Německa, mohly se brzy válečných lokomotiv vzdát. Poslední lokomotiva řady 52 z poválečné produkce zde byla vyřazena již v říjnu 1962.

#### Nové obsazení řady 052 u DB
Jelikož při přechodu na nový systém značení lokomotiv byly již prakticky všechny lokomotivy řady 52 vyřazené, rozhodly se DB přečíslovat řadu 50 na řady 050 – 053 tak, že původní první číslice čtyřmístného inventárního čísla se stala poslední číslicí řadového označení. Tak vznikla i řada 052, kterou byly označeny lokomotivy původních čísel 50 2000 – 50 2999 (resp. ty z nich, které se dočkaly přečíslování), nikoli lokomotivy původní řady 52. K omylům v identifikaci přispívá i skutečnost, že DB dosazovaly jako náhradu za kotle lokomotiv řady 50 postižené stárnutím materiálu nevyužité kotle vyřazených lokomotiv řady 52.
Při sjednocení číslování lokomotiv DR a DB začátkem 90. let byly lokomotivy řad 52.1 a 52.80 DR, které nebyly muzejní, označeny také řadou 052

### Belgie a Lucembursko
Lokomotivy, které po válce zůstaly v Belgii, byly označeny řadou 26. Jednalo se o lokomotivy, které začaly být vyráběny v Belgii teprve v roce 1945 a které byly dodány až po válce. Celkem se jednalo o 100 lokomotiv – 26.001 až 26.100, z nichž deset převzaly v roce 1946 CFL. Dále zařadily SNCB do svého parku i tři lokomotivy s kondenzačními tendry jako řadu 27. Tyto lokomotivy byly v roce 1950 vráceny DB, poslední lokomotiva řady 26 dojezdila v Belgii v roce 1963.
Lucemburské železnice označily lokomotivy z Belgie řadou 56 a k nim koupily dalších deset lokomotiv téhož typu vyrobených francouzskou lokomotivkou Graffenstaden. Nejpozději v roce 1965 dojezdila v Lucembursku poslední lokomotiva této řady.

### Rakousko

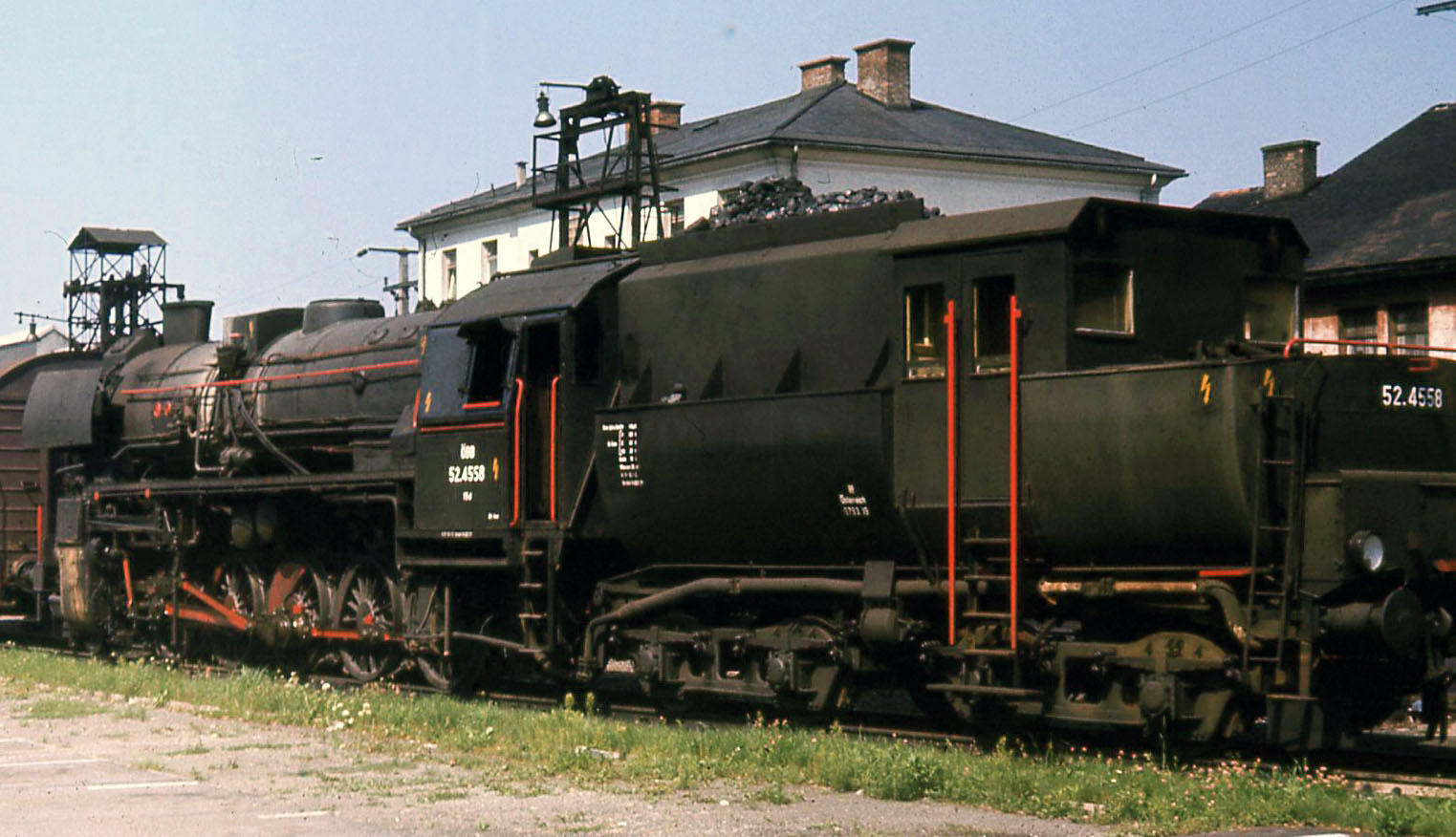
52 4558 v Grazu s kabinovým tendrem a dyšnou Giesl

V Rakousku se po skončení války nacházelo přes 700 lokomotiv řady 52. Poté, co byly mnohé z nich zrušeny, vráceny, vyměněny a zabaveny, zůstalo jich 307 Rakouským spolkovým drahám. Rakouským lokomotivám zůstala původní řada 52 i původní inventární čísla, pouze 37 lokomotiv s trámcovými rámy bylo přeznačeno na řadu 152. Jednalo se o zdaleka nejrozšířenější typ parní lokomotivy v poválečném Rakousku a sloužily nejen v nákladní, ale i v osobní dopravě v čele všech druhů vlaků, včetně mezinárodních rychlíků.
Rakouské dráhy prováděly na mnoha těchto lokomotivách výrazné rekonstrukce – asi polovina z nich dostala dyšnu Giesl, třetina kabinový tendr (ve vlaku nemusel být řazen služební vůz), čtyřicet strojů bylo vybaveno Heinlovým směšovacím předehřívačem napájecí vody.
Pravidelný provoz lokomotiv této řady, které byly zároveň posledními normálněrozchodnými parními lokomotivami v pravidelném provozu v Rakousku (s výjimkou erzberské ozubnicové dráhy), byl u ÖBB ukončen na přelomu let 1976/77 a o něco později i u ROeEE (GySEV) a GKB. Několik lokomotiv se zachovalo jako muzejní a několik dalších lokomotiv, původně provozovaných DR nebo JŽ bylo do Rakouska dovezeno.

### Francie
SNCF označily svých 42 lokomotiv tohoto typu jako řadu 150 Y. Lokomotivy 1 - 17 byly postaveny až po válce v lokomotivce v Graffenstadenu, ostatní nesly původní německá inventární čísla. Poslední čtyři byly vyřazeny 7. dubna 1957.
V současné době se na území Francie nachází 5 lokomotiv řady 52, které jsou většinou využívány pro vozbu nostalgických vlaků.

### Norsko

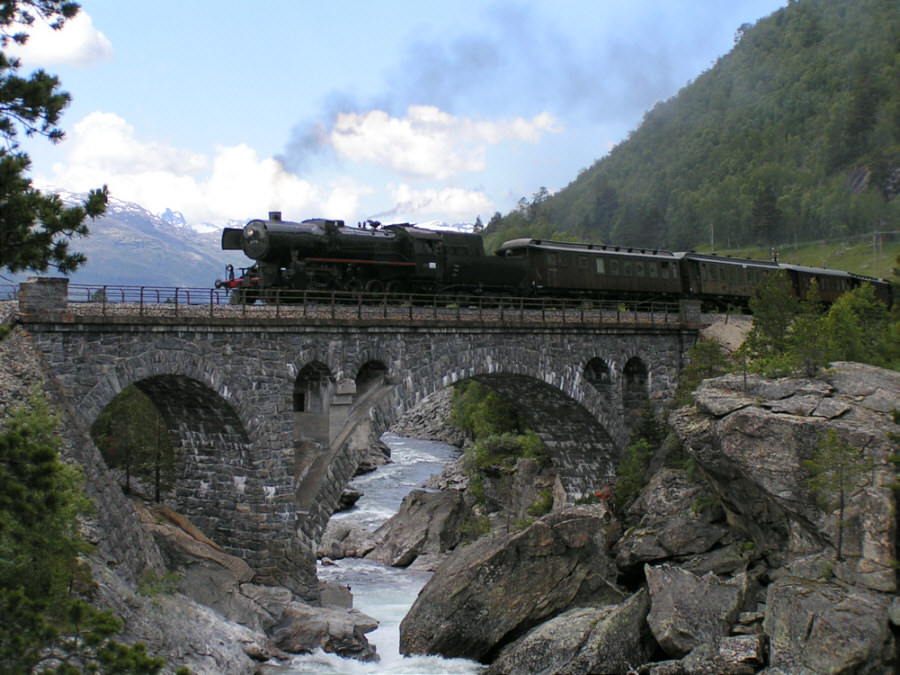
63a-2770 ve Stuguflåtbrua, Raumabanen, 2004

Norské dráhy převzaly celkem 74 lokomotiv řady 52, které se po skončení války nacházely na území Norska, a označily je řadou 63, přičemž lokomotivám zůstala původní inventární čísla. Šest z nich bylo rekonstruováno na olejové topení. Poslední lokomotivy této řady byly vyřazeny v roce 1970 při ukončení parního provozu v důsledku postupující elektrizace. Lokomotiva 2770 zůstala zachována.

### Sovětský svaz

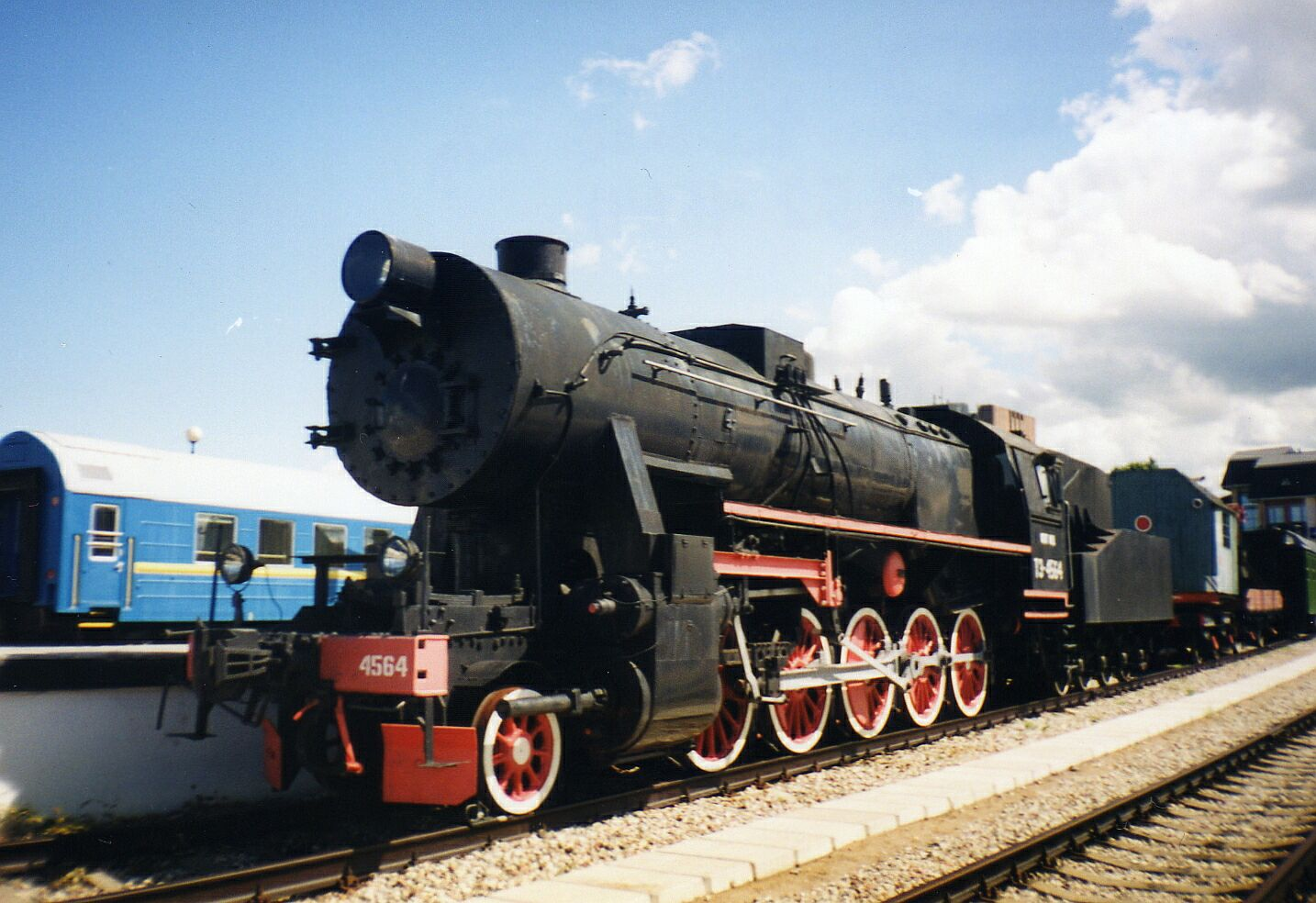
Lokomotiva řady TE v Kaliningradu

Lokomotivy řady 52 se začaly v Sovětském svazu objevovat již od roku 1943 tak, jak je na zpátky dobytých územích zanechávala německá armáda. Po válce získal Sovětský svaz další lokomotivy, jako válečnou trofej, takže jejich celkový počet dosáhl cca 2200 kusů, z toho asi 2000 provozuschopných. Lokomotivy byly označeny řadou ТЭ – trofejní, svými charakteristikami odpovídající řadě Э. Většina z nich byla přerozchodována na 1524 mm, zbytek zůstal pro obsluhu normálněrozchodných kolejí v pohraničních stanicích, zejména v Kaliningradské oblasti. Po válce bylo ještě dalších 36 strojů této řady postaveno z dílů zničených lokomotiv v ivanofrankivských železničních dílnách. Tyto stroje dostaly inventární čísla od 8001 výše.
Lokomotivy ТЭ sloužily u SŽD až do poloviny 70. let. V 60. letech jich bylo asi 700 předáno železnicím evropských socialistických zemí. V 70. letech byla velká část vyřazených lokomotiv předána průmyslovým podnikům. Lokomotivy ТЭ byly v provozu u personálu oblíbené, ale jako velký nedostatek byl pociťován nízký výkon při topení domácím, málo výhřevným uhlím. Lokomotivy měly přezdívku teška nebo frau (německy paní).
V Rusku a zemích bývalého Sovětského svazu je zachováno celkem asi 200 strojů, většinou zakonzervovaných, z nich asi 15 provozních.

#### Úpravy pro provoz na širokém rozchodu
Lokomotivám určeným pro provoz na rozchodu 1524 mm byl rozchod změněn jednoduchým způsobem. Hvězdice kol byly přelisovány na nápravách tak, že nebyly dotlačeny až do koncové polohy a obruče byly nasazeny v posunuté poloze. Kromě toho musely být podloženy bloky válců a upraveny závěsy rozvodu a brzda.
Lokomotivám byla dosazena samočinná spřáhla typu SA-3. Tato úprava nebyla u vanových tendrů jednoduchá (tendry neměly rám), proto SŽD dávaly přednost rámovým tendrům. Dále lokomotivy dostávaly velká dýmniční vrata s vestavěnými malými vrátky, velké reflektory, kompresory sovětského typu a turbodynama pro osvětlení vozů. V 60. letech byla část lokomotiv upravena na mazutové topení.

### Polsko
V Polsku zůstalo po válce asi 1 200 těchto lokomotiv. Dalších 200 jich bylo zakoupeno v Sovětském svazu. PKP je označily řadou Ty2. Lokomotivy tohoto typu postavené v polských lokomotivkách po skončení války nesly řadu Ty42.
V Polsku se zachovala výkonná lokomotiva této řady - Ty2-911, která se nachází v železničním skanzenu v Chabówce .

### Československo

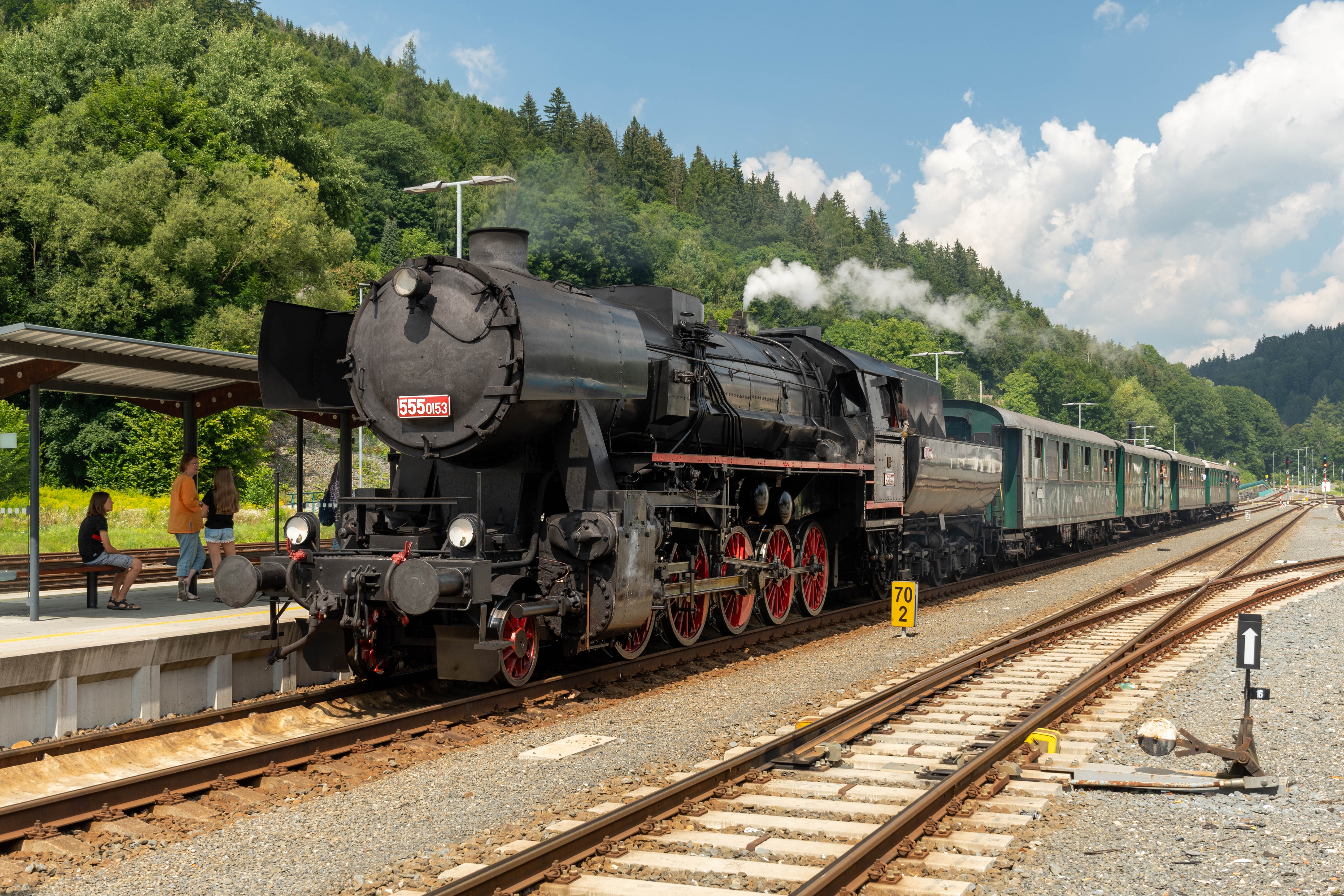
555.0153 na historickém vlaku Králický Sněžník ve stanici Hanušovice

Nasazení řady 52 na území Československa se datuje od 1. 1. 1943, kdy si ČMD pronajaly stroje 52.7475 a 52.7494. Dalších 15 strojů bylo pronajato od 16. 10. 1944, Slovenské železnice měly pronajato celkem 29 lokomotiv této řady.
Po skončení války se v Československu nacházelo 185 lokomotiv řady 52. ČSD je označily řadou 555.0 a jejich tendry řadou 932.1 a po úpravě vodních přepadů je přeznačily na řadu 930.2. Ve srovnání s předválečnou řadou 534.0 měly vyšší výkon i lepší jízdní vlastnosti, na druhou stranu trpěly stárnutím materiálu kotle i tendru.
Devět lokomotiv bylo v letech 1947-50 přerozchodováno pro použití na širokorozchodné trati v Čierné nad Tisou, tyto stroje dostaly nová čísla 555.0601 – 555.0609. V letech 1962-64 byly přerozchodovány zpět na normální rozchod a lokomotivám byla vrácena původní čísla.
V roce 1958 zakoupily ČSD od ministerstva národní obrany bývalou opancéřovanou lokomotivu 559.0701 s kondenzačním tendrem. Lokomotiva byla přeznačena na 555.0177 a spřažena s klasickým tendrem. Při první dílenské opravě ji pak byl odstraněn i ventilátor v dýmnici a nahrazen dyšnou.
V roce 1959 v rámci výpomoci bratrským zemím prodaly ČSD 22 lokomotiv řady 555.0 bulharským drahám a dvě další o rok později uhelným dolům v jugoslávské Tuzle (dnes Bosna a Hercegovina). Lokomotiva 555.0153 se po letech vrátila do Čech a dnes je provozuschopným zástupcem této řady.
Počátkem 60. let nastal nedostatek lokomotiv. ČSD proto využily v letech 1962-63 možnosti nakoupit 100 lokomotiv ТЭ ze strategických rezerv Sovětského svazu. Lokomotivy dostaly čísla 555.0201 – 555.0300 a po krátkém období provozu byly téměř všechny postupně přestavěny na mazutové vytápění.
Poslední uhelná 555.0259 byla zrušena 15. 5. 1973 v České Lípě.
Lokomotivu 555.0186, která jezdila v Jugoslávii, vlastní Klub přátel kolejových vozidel Brno a shání peníze na její opravu.

#### Řada 555.3

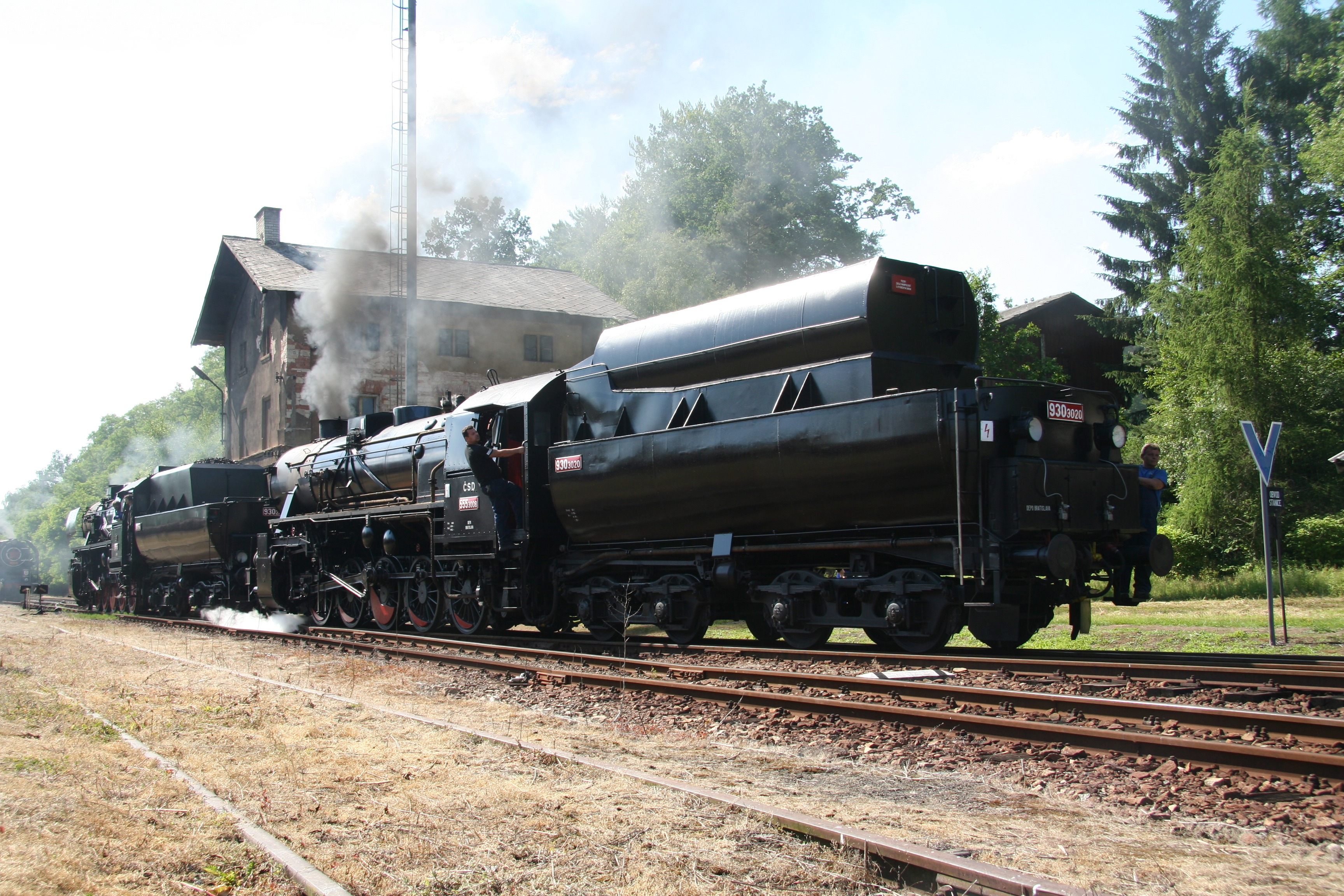
Muzejní 555.3008 s mazutovým topením (vpředu 555.0153)

Výhodná cena ropných produktů v 60. letech a dobré zkušenosti s mazutovým topením u SŽD vedly k rozhodnutí o přestavbě lokomotiv řady 555.0 na vytápění mazutem. První přestavba se uskutečnila u lokomotivy 555.0274 ve spolupráci se Slovnaftem v RD Bratislava. Tato lokomotiva byla předána do zkušebního provozu 25. září 1963 a ještě do konce roku se v PLD Most a v ŽOS Nymburk přestavělo dalších 29 lokomotiv. Lokomotivy dostaly novou řadu 555.3, ale zůstala jim zachována původní inventární čísla. Další rekonstrukce byly prováděny na Ukrajině v depu Kovel a v dílnách v Ivano-Frankovsku. Celkem 199 lokomotiv bylo takto rekonstruováno do konce roku 1964.
Lokomotivy nebyly v provozu dlouho, poslední byla vyřazena v roce 1972 ve Zdicích. K brzkému vyřazení přispěl nejen růst cen ropy, ale i tři výbuchy kotlů s tragickými následky. Na Slovensku je zachovaná provozuschopná lokomotiva 555.3008.

### Maďarsko

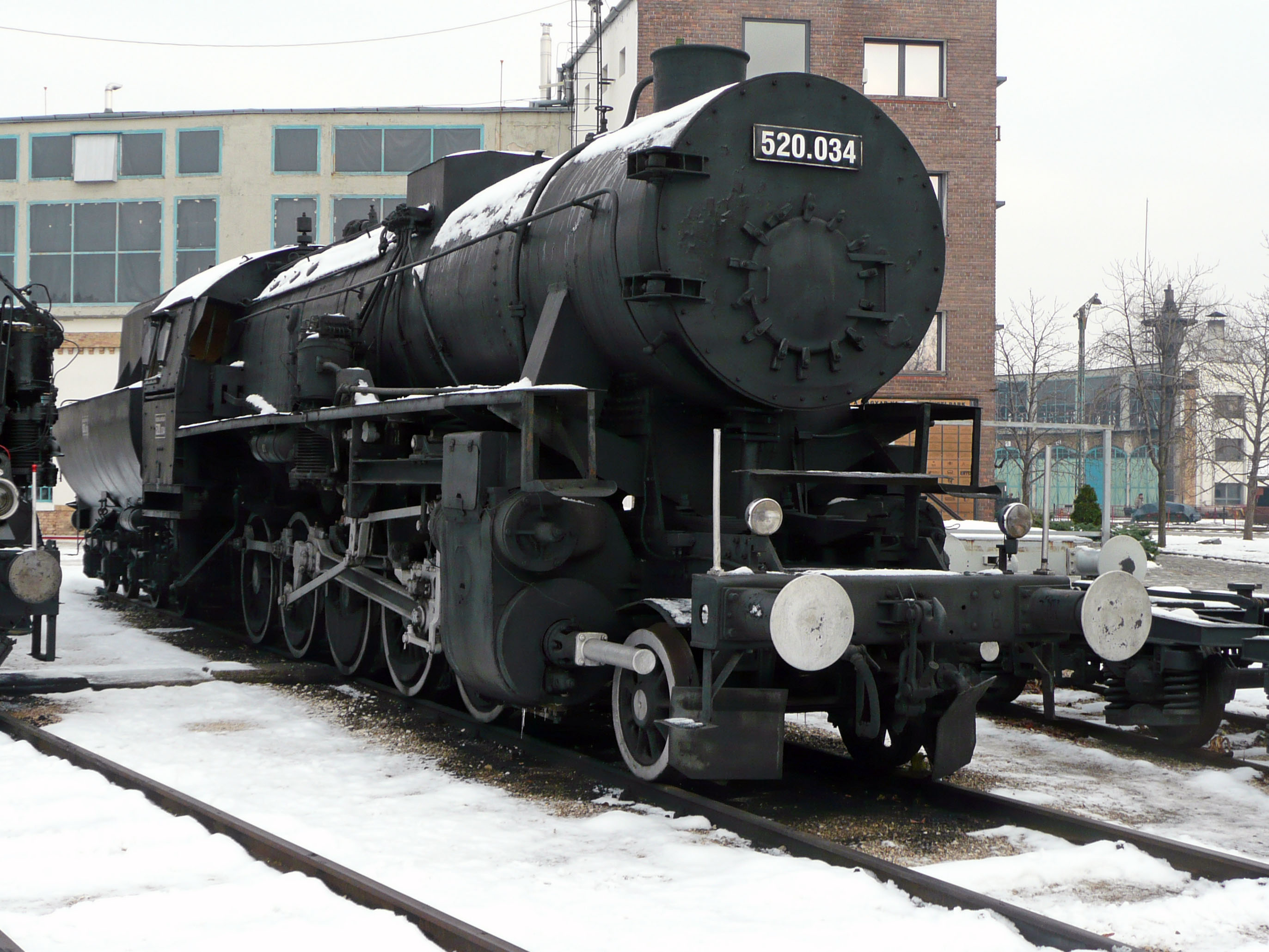
520.034 v Budapešti

V roce 1963 využily, podobně jako ČSD, i MÁV možnosti získání lokomotiv ТЭ ze Sovětského svazu a pořídily 100 těchto lokomotiv. Z nich u 94 byl změněn rozchod na normální a šest zůstalo v přechodové stanici Zahony. Lokomotivy byly označeny řadou 520, širokorozchodné obdržely čísla 520 5001 – 520 5006. Lokomotivám zůstala ruská dýmniční vrata. Stroje 520.018, 020, 050, 079, 083 a 094 byly bezprostředně předány GySEV. Lokomotiva 520.034 je zachována v železničním muzeu v Budapešti.

### Rumunsko

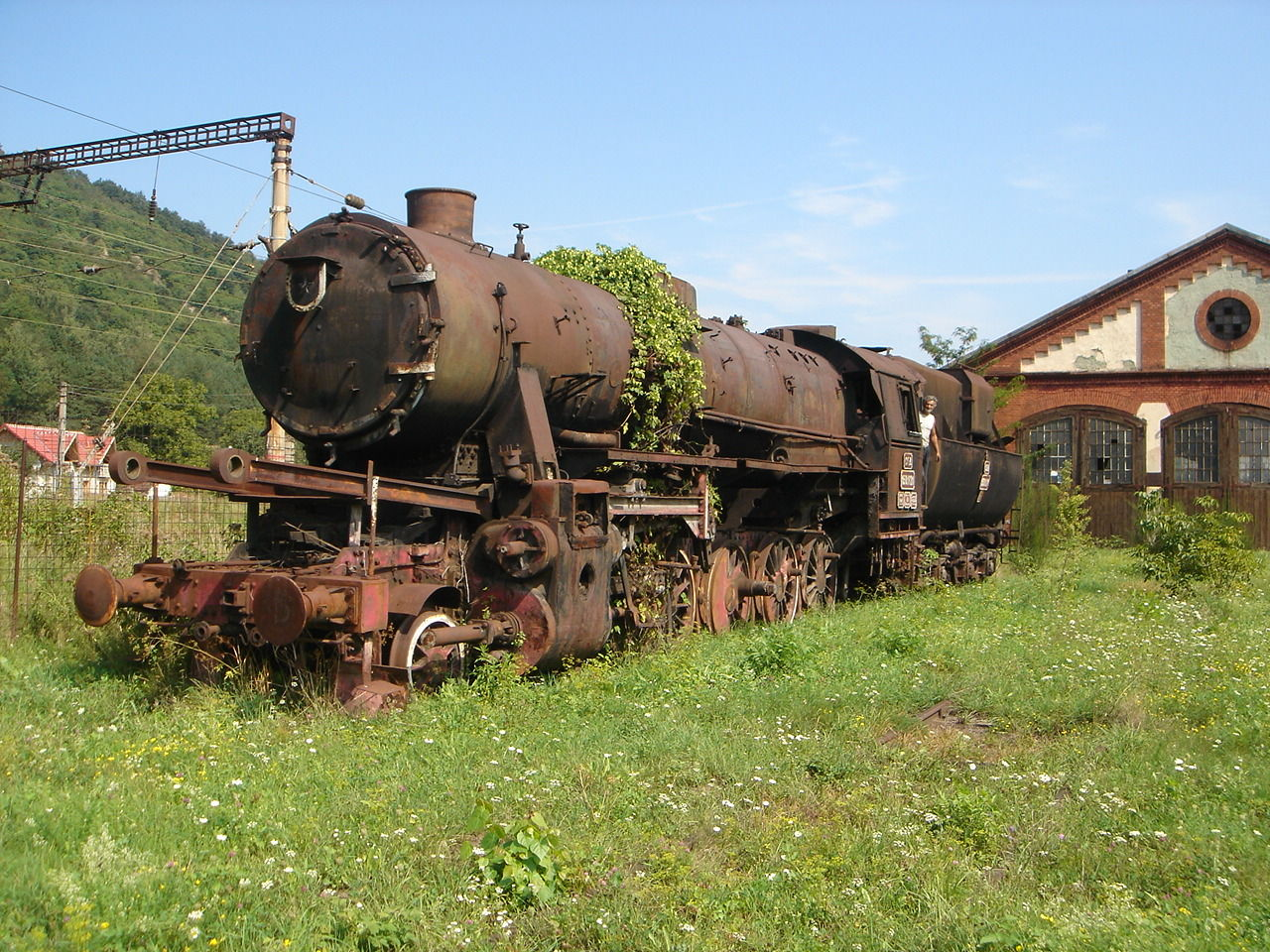
150.1124 CFR v Subcetate

Do Rumunska se dostala řada 52 v počtu 100 ks v období březen – říjen 1943. Lokomotivy pocházely celkem z pěti továren a byla jim přidělena řada 150.1000. Jednotlivé firmy se podílely na dodávce takto:
- 150.1001-1020 Floridsdorf
- 150.1021-1030 Schwartzkopff
- 150.1031-1043 MBAG, dříve Orenstein&Koppel
- 150.1044-1060 Škoda
- 150.1061-1100 Henschel&Sohn

Prvních třicet strojů bylo dodáno s klasickými čtyřnápravovými podvozkovými tendry typu 2´2´T26, zbylé stroje s vanovými tendry typu 2´2´T32. Lokomotivy od firmy Schwartzkopff měly kotle svařované, ostatní měly kotle nýtované.
Při prvních dílenských opravách byly lokomotivy upravovány, např. byly dosazeny injektory Friedmann LF X na výfukovou páru. Do roku 1953 byly všechny osazeny přídavným olejovým topením.
Většina strojů této řady byla vyřazena až ke konci parního provozu, v letech 1976-79. Několik z nich dosluhovalo ještě v první polovině 80. let na posunu, na lokálních nákladních vlacích i jako zdroje páry. Do roku 1996 byly všechny zlikvidovány.
V letech 1969-71 bylo deset lokomotiv (1010, 17, 24, 27, 43, 51, 62, 70, 82 a 89) přerozchodováno pro provoz na rumunských širokorozchodných tratích.

#### Řada 150.1100
Sovětský svaz po skončení války věnoval jako válečnou kompenzaci Rumunsku 30 trofejních německých lokomotiv řad 50, 52, 42 a 44. Lokomotivy byly neprovozní a chyběly na nich nebo byly vadné některé důležité díly. Původně byly převezeny z Rakouska do Maďarska a po opravě v dílnách CFR měly být odeslány do Sovětského svazu. Nakonec byly předány CFR, které 23 lokomotiv řad 50 a 52 v letech 1948 – 58 opravily a označily jako 150.1101 – 150.1123, přičemž lokomotivy č. 113 – 116 byly původní řada 50 a zbylých 19 strojů bylo původně řada 52. Lokomotivy ř. 52 byly spojeny s vanovými tendry, s výjimkou 102, která měla rámový tendr.
Poslední z této skupiny byla vyřazena 150.1123 v roce 1989. Lokomotiva 150.1105 (52.196) zůstává provozuschopná pro vedení nostalgických vlaků, dále jsou zachované 150.1123, 150.1102 a 150.1121. Dále je zachovaná 150.1114, která je ovšem původní řada 50.

### Bulharsko
Bulharské státní dráhy získaly v poválečném období celkem 275 strojů německé řady 52 a označily je svoji řadou 15. První skupina 85 lokomotiv pocházela ze sovětské válečné kořisti. BDŽ tyto lokomotivy zakoupily v roce 1946 a označily 15.01-15.85. Dalších 20 strojů bylo v roce 1956 zakoupeno od DR. Lokomotivy 15.106-125 zakoupily BDŽ od ČSD v roce 1958. V následujícím roce byly od DR pronajaty stroje označené 15.126-135, které byly nakonec v roce 1961 odkoupeny. Poslední skupina strojů 15.136-275 byla v letech 1961-64 pořízena ze Sovětského svazu.

### Jugoslávie

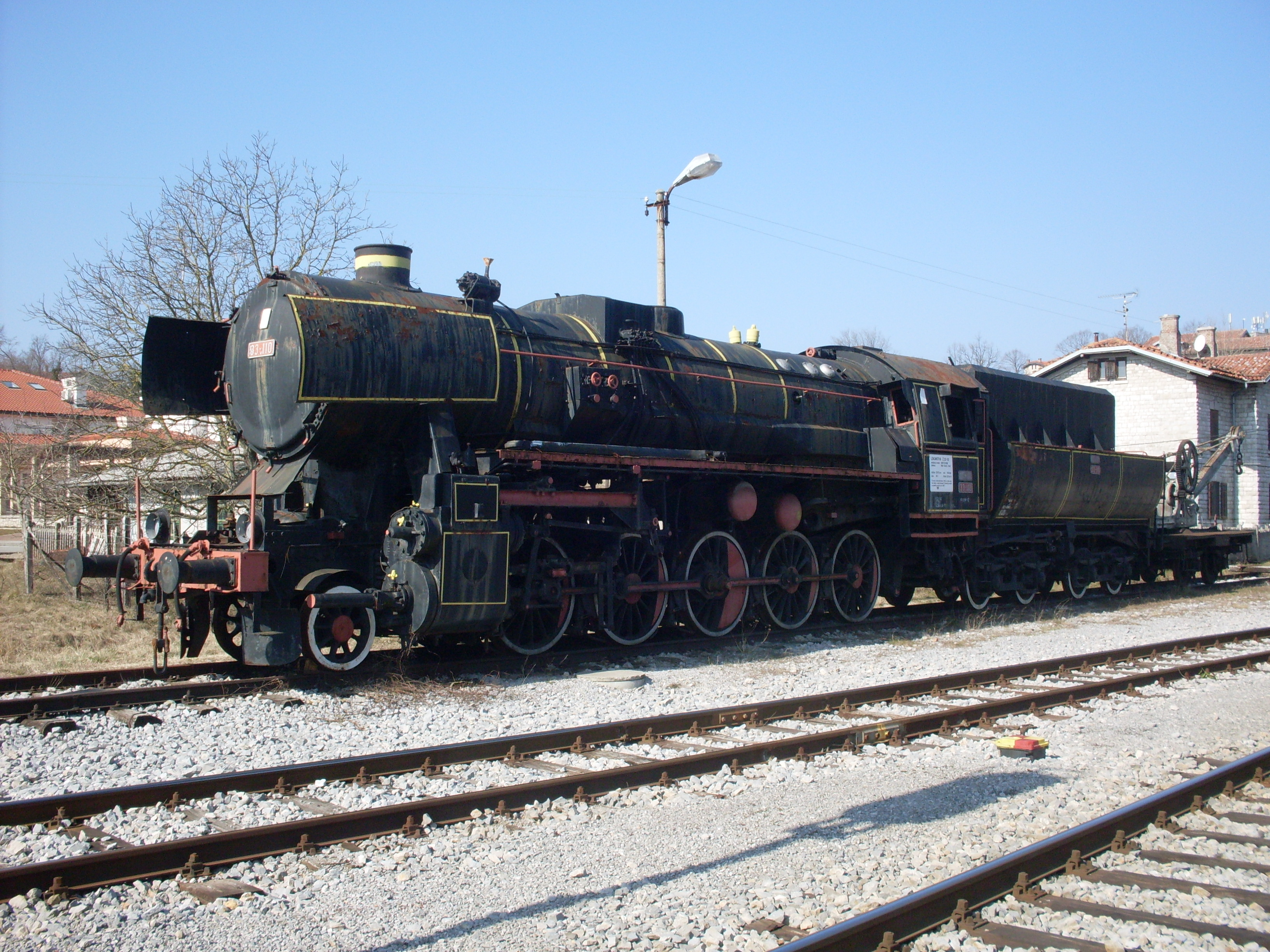
33-110 ve stanici Štanjel

Do zemí poválečné Jugoslávie se dostaly lokomotivy řady 52 již během války. Patnáct strojů bylo dodáno přímo z výroby srbským železnicím (SDŽ), které je označily řadou 33. Dalších 24 lokomotiv bylo taktéž z výroby dodáno chorvatským drahám, které je označily řadou 30. Po válce zůstalo srbským lokomotivám označení 33-001 - 33-015 a chorvatské stroje obdržely čísla 33-016 - 33-040, přičemž lokomotiva 33-040 nebyla patrně vůbec vyrobená. Dalších 137 strojů DR řady 52 (33-041 - 33-177) získala Jugoslávie jako válečnou náhradu v roce 1945. V letech 1947-48 dodal Jugoslávii Sovětský svaz celkem 50 svých trofejních lokomotiv (33-180 - 33-229). V roce 1952 rozšířilo řadu 33 dalších 35 lokomotiv, tentokrát ze Spolkové republiky Německo (33-231 - 33-265). V letech 1962 a 1964 byl naposledy rozšířen park lokomotiv řady 33, tentokrát opět dodávkou lokomotiv ze Sovětského svazu (55, resp. 21 lokomotiv označených 33-266 - 33-320 a 33-321 - 33-341). Lokomotivy řady 33 byly vyřazeny z provozu v polovině 80. let.
Kromě jugoslávských státních drah byly lokomotivy řady 52 dodány i uhelným dolům v Krece, a to dvě v roce 1960 z Československa (33-501 a 33-502) a tři v roce 1964 ze Sovětského svazu (33-503 - 33-505). Lokomotivy řady 33 jsou dosud v Krece využívány v pravidelném provozu - jde o stroje inv. čísel 503, 504, 64, 216, 236 a 248.
Lokomotivy 33-178, 179 a 230 jsou původem řada 50 DR.

### Turecko
Na počátku druhé světové války nastal v Turecku nedostatek lokomotiv, protože objednávky lokomotiv nemohly být uspokojeny. V této situaci nabídlo neutrálnímu Turecku pomoc Německo, aby tak utužilo dobré vztahy mezi oběma zeměmi. Lokomotivy řady 52 byly Turecku dodány ve dvou sériích:
- 10 lokomotiv vyrobených v roce 1943 firmou Henschel přímo pro TCDD
- 43 lokomotiv různých výrobců vyrobených v roce 1943 pro Deutsche Reichsbahn Tyto lokomotivy byly dodány TCDD v letech 1943 a 1944, takže je pravděpodobné, že se jednalo také o dodávku lokomotiv přímo z výroby.

TCDD přidělily lokomotivám čísla 56501 - 56553. Lokomotivy byly dodány s vanovými i rámovými tendry. Na rozdíl od většiny ostatních lokomotiv řady 52 byly z výroby vybavené sněhovými pluhy. V provozu se pak postupně odstraňovala některá opatření pro provoz ve velkých mrazech, jako např. kryty kompresorů, injektorů a potrubí, přemísťovala se turbodynama ze skříňového kotle na dýmnici a dýmnice dostaly vrata s centrálním uzávěrem.
Lokomotivy byly nasazovány na všechny druhy výkonů, zvláště na starých tratích s lehčím svrškem v okolí Izmiru, Afyonu a v evropské části. Poslední byly vyřazené z pravidelného provozu v 80. letech 20. století.